# 메리나 왕국
메리나 왕국(프랑스어: Royaume Merina) 혹은 이메리나 왕국(말라가시어: Fanjakan'Imerina)은 1540년경부터 1897년까지 마다가스카르 섬의 대부분을 통치했던 토착국가이다. 이 국가는 중부 고원 지대에 거주하던 메리나인으로부터 유래되었으며, 1540년경 안드리아마넬로(Andriamanelo) 왕에 의해 창건되었다. 19세기 대(大)메리나 왕국을 통치했던 왕과 여왕들은 그의 자손들이다.

## 전사(前史)
마다가스카르 중부 고원 지대에 인간이 거주하게 된 것은 기원전 200~300년경의 일이다. 남동부 보르네오섬으로부터 이주해 온 바짐바(Vazimba)족은, 마다가스카르섬의 빽빽한 숲지대에 작은 마을들을 이루며 살았다. 15세기경, 남동쪽 해안으로부터 호바인(人)들이 중부 고원 지대로 이주해왔다. 중부 고원 지대에서 호바인들은 언덕 위에 마을을 세웠다. 호바인의 마을들은, 이미 그들의 왕과 여왕을 가지고 있던 바짐바족 마을 속에 산재하였다. 두 민족은 여러 세대에 걸쳐 공존하였고 통혼하였다. 이런 식으로, 바짐바족의 여왕(구전되는 역사에서 "라포히"(Rafohy), "랑기타"(Rangita)라고 전해지는)은 호바족 남자인 마넬로베(Manelobe)와 결혼했다고 한다. 그들의 장남인 안드리아마넬로(Andriamanelo, 1540~1575)는 공존의 전통을 깨고, 그들을 둘러싼 바짐바족 공동체들에 대해 대규모의 성공적인 전쟁을 일으켰다. 그리하여 호바족의 지배 아래 들어 동화되든지, 아니면 달아나든지 하도록 만들었다.
그 뒤를 이은 랄람보(Ralambo, 1575~1612) 왕은 정치적, 문화적으로 큰 성취를 이루었고, 그가 다스리는 중부 고원 지대 영토들에 "이메리나"("메리나인들의 땅")라는 이름을 처음 도입했다. 안드리아니아카(Andrianjaka, 1612~1630) 왕은 마지막으로 남아있던 바짐바족의 큰 세력을 정복하고, "메리나족의 신성한 열두 언덕" 중 하나인 "아날라망가" 언덕에 요새화된 왕릉군(로바(rova))을 지었다. 이 자리에 지금의 안타나나리보가 들어섰고, 로바는 이후 왕궁 자리가 되었다.
그 이후, 안드리아마시나발로나(Andriamasinavalona, 1675~1710) 왕은 메리나를 4분할하여 그의 총애하는 아들들에게 주었다. 그 이후 분할된 메리나인들의 왕국들 사이에는 내전이 계속되었다. 그러다 1787년, 동부 암보히망가 출신의 "안드리아남포이니메리나" 왕이 등장하여, 외교적 수단과 무력을 동원해 메리나 왕국을 재통일한다.

## 역사

### 안드리아남포이니메리나 시대(1787 ~ 1810)
1800년 이전부터, 안드리아남포이니메리나는 그의 영토를 확장하였고, 영토 안에 있는 18종류의 부족들을 하나로 통합하는 무척 길고 어려운 업적을 이루어냈다. 왕은 야심차게 포고했다. Ny ranomasina no valapariako (니 라노마시나 노 발라파리아코, 뜻: 바다는 내 농장의 경계선이다.) 그러나, 그의 업적은 그의 행정적인 능력 안에서 다른 야심있는 왕들과 족장들로부터 두드러졌다. 왕은 법전을 편찬했다. 그는 수도 안타나나리보 주위에 있는 경작이 가능한 땅에 제방과 수로와 도랑을 세우는 것을 감독했다. 그는 금속으로 만든 삽을 소개했으며, 이 덕분에 농민들이 삽을 이용해서 쌀 농사를 지을 수 있게 되었다. 그는 모범적인 군 통수권자로 활동했다. 1810년에 그가 서거했을 때, 그는 바라와 베칠레오 고지를 점령하였고, 그의 왕국의 경계선이 해안으로 확대되기 시작했다.

### 라나발로나 1세 시대(1828 ~ 1861)
라나발로나 1세의 치세 기간 동안, 라나발로나 1세와 전임 국왕 라다마 1세의 미망인이자 왕비는 그리고 영국과 프랑스의 식민지 획득 경쟁에 맞서 자국의 문화와 주권을 지키려고 노력했다. 1833년에 총리 제도를 도입했으며, 라이니하로(Rainiharo)가 첫 총리로 임명되었다. 라이니하로는 1852년에 재임 도중에 죽었다. 라나발로나 1세는 전임 국왕 라다마 1세가 영국과 맺었던 조약을 거부했으며, 1835년 이후에는 예전에 내려진 기독교 신앙을 허용하는 칙령들을 전부 무효화하였다. 그녀는 영국 선교사들을 섬에서 전부 내쫓아버렸고, 기독교 신앙에 대한 박해를 포기하지 않았다. 라나발로나 1세는 1861년에 죽었다.

### 라나발로나 2세 시대(1868 ~ 1883)
1869년, 라나발로나 2세 여왕은, 이전에 「London Missionary Society」에서 교육을 받았는데, 이 와중에 영국 국교회(성공회라고도 함.)에서 세례를 받았다. 그리고, 그 후에 성공회를 메리나 왕국의 국교로 정하기에 이르렀다.
그녀는 그 후에, 삼피(Sampy, 조상 대대로 이어져내려온 부적같은 것)를 공개적으로 불태워버렸다. 천주교와 개신교 선교사들은 메리나 왕국으로 입국, 하나둘씩 교회나 성당, 학교를 세웠다. 그녀의 치세 기간 동안 영국의 영향 아래에서 전성기를 누렸다.

### 라나발로나 3세 시대 (1883 ~ 1897)
그녀는 1883년 11월 22일에 공식적으로 대관식을 치렀고, '라나발로나 3세'의 이름이 주어졌다. 그녀의 첫 번째 과제는 그녀가 라이닐라이아리보니(Rainilaiarivony)의 임명권과 라이닐라이아리보니의 측근들을 확인하는 것이었다. 그녀의 치세 기간 동안 두 번이나 프랑스와 전쟁을 치렀는데, 모두 패배로 끝냈다. 1894년에 일어난 제2차 프랑스-마다가스카르 전쟁에 패배하자, 메리나 왕국은 프랑스의 보호령으로 떨어졌다. 그녀는 1897년 프랑스 식민군에 의해 폐위되었고, 프랑스령 알제리에 망명 보내졌다. 메리나 왕국은 이렇게 해서 멸망했다.

## 역대 국왕
아들이 아버지를 계승하는 다른 왕조와는 달리 아내가 남편을 계승하는 일이 비일비재한 왕조이다.
  여왕
| 대     | 사진 | 국왕            | 재위기간        | 재위기간               | 생존기간               | 선왕과의 관계                    |
| 대     | 사진 | 국왕            | 시작            | 끝                     | 생존기간               | 선왕과의 관계                    |
| ------ | ---- | --------------- | --------------- | ---------------------- | ---------------------- | -------------------------------- |
| 1      |      | 라다마 1세 대왕 | 1810년 7월 6일  | 1818년 7월 27일        | 1793년 ~ 1818년 (35세) | 안드리아남포이니메리나 왕의 아들 |
| 2      |      | 라나발로나 1세  | 1818년 7월 27일 | 1861년 8월 16일        | 1778년 ~ 1861년 (83세) | 라다마 1세의 비(妃)              |
| 3      |      | 라다마 2세      | 1861년 8월 16일 | 1863년 5월 12일 시해됨 | 1829년 ~ 1863년 (33세) | 라나발로나 1세의 장남            |
| 4      |      | 라소헤리나      | 1861년 8월 16일 | 1868년 4월 1일         | 1814년 ~ 1868년 (54세) | 라다마 2세의 비(妃)              |
| 5      |      | 라나발로나 2세  | 1868년 4월 1일  | 1883년 7월 30일        | 1829년 ~ 1883년 (54세) | 라다마 2세의 비(妃)              |
| 6      |      | 라나발로나 3세  | 1883년 7월 30일 | 1897년 2월 28일 폐위됨 | 1861년 ~ 1917년 (55세) | 라나발로나 2세의 조카딸          |
| 후계자 |      | 마리루이즈      | (-)             | (-)                    | 1897년 ~ 1948년 (51세) | 라나발로나 3세의 조카딸          |

## 같이 보기
- 말라가시 왕조 목록
- 프랑스령 마다가스카르 총독
- 마다가스카르의 대통령
- 마다가스카르의 총리